# Aslamidium bolivianum
Aslamidium bolivianum là một loài bọ cánh cứng trong họ Chrysomelidae. Loài này được Borowiec & Sassi miêu tả khoa học năm 2001.